# 正義勇士
《正義勇士》是太極樂隊在1993年4月5日發行新曲+精選，也是太極轉會星光唱片前最後一張精選輯。

## 曲目
1. 正義勇士
2. 頂天立地
3. Crystal
4. 留住我吧
5. 永遠愛你
6. 樂與悲
7. 一切為何
8. 每一句說話
9. 小雨落在我的胸口
10. 沉默風暴
11. 禁區
12. 全人類高歌
13. 每一句說話(Autumn Version)
14. 等玉人
15. 今天應否失去你
16. 拼命三郎
17. 一個戀愛故事

## 新曲
本專輯包含了三首新歌，其中一首由林夕創作，另一首則由老詞搭因葵填詞。
- 「小雨落在我的胸口」
- 「正義勇士」

作詞：因葵
作曲：太極樂隊
編曲：太極樂隊
- 「一個戀愛故事」國語版 由台灣歌手 葉璦菱翻唱「親愛關係」收錄1993年 【親愛關係】專輯

作詞：林夕
作曲：太極樂隊
編曲：太極樂隊